# (331) Etheridgea
(331) Etheridgea ist ein Asteroid des äußeren Hauptgürtels, der am 1. April 1892 vom französischen Astronomen Auguste Charlois am Observatoire de Nice entdeckt wurde.
Ein Bezug dieses Namens zu einer Person oder einem Ereignis ist nicht bekannt.

## Wissenschaftliche Auswertung
Aus Ergebnissen der IRAS Minor Planet Survey (IMPS) wurden 1992 Angaben zu Durchmesser und Albedo für zahlreiche Asteroiden abgeleitet, darunter auch (331) Etheridgea, für die damals Werte von 74,9 km bzw. 0,04 erhalten wurden. Nach der Reaktivierung von NEOWISE im Jahr 2013 und Registrierung neuer Daten wurden die Werte 2015 zunächst mit 76,2 km bzw. 0,03 angegeben und dann 2016 korrigiert zu 77,6 km bzw. 0,03, diese Angaben beinhalten aber alle hohe Unsicherheiten.
Photometrische Messungen des Asteroiden fanden erstmals statt am 15. und 28. Oktober 1999 am Palmer Divide Observatory in Colorado. Die erste Auswertung der aufgezeichneten Lichtkurve führte zu keinen sinnvollen Ergebnissen, eine erneute Bewertung erbrachte aber dann 2003 eine Rotationsperiode von 6,82 h. Aber auch dieses Ergebnis hatte keinen Bestand, denn eine weitere Neubewertung der Messdaten führte 2010 nur zur Vermutung einer „wahrscheinlich langen Periode“. Neue Beobachtungen während zehn Nächten vom 13. März bis 6. April 2013 am Elephant Head Observatory in Arizona erbrachten eine Rotationsperiode von 13,092 h.
Messungen vom 13. September bis 18. November 2015 während 18 Nächten am Organ Mesa Observatory in New Mexico ergaben schließlich eine detaillierte Lichtkurve, deren abgeleitete Rotationsperiode von 25,315 h im völligen Widerspruch zu allen zuvor veröffentlichten Zeiträumen. stand.
Aus archivierten Daten des Asteroid Terrestrial-impact Last Alert System (ATLAS) aus dem Zeitraum 2015 bis 2018 wurden in einer Untersuchung von 2020 mit der Methode der konvexen Inversion für ein dreidimensionales Gestaltmodell des Asteroiden zwei alternative Positionen der Rotationsachse mit prograder Rotation und eine Periode von 25,3141 h berechnet.